# کلود پوئل
کلود پوئل (فرانسوی: Claude Puel‎؛ زادهٔ ۲ سپتامبر ۱۹۶۱) بازیکن سابق و مربی فوتبال اهل فرانسه است.
از باشگاه‌هایی که در آن بازی کرده‌است می‌توان به باشگاه فوتبال موناکو اشاره کرد.

## افتخارات

### بازیکن
موناکو
- لیگ ۱: ۱۹۸۱–۸۲، ۱۹۸۷–۸۸
- جام حذفی فوتبال فرانسه: ۱۹۸۰، ۱۹۸۵، ۱۹۹۱
- سوپر جام فوتبال فرانسه: ۱۹۸۵
- کوپا دله آلپی: ۱۹۷۹، ۱۹۸۳، ۱۹۸۴
- جام برندگان جام اروپا نایب قهرمان: ۱۹۹۲

### مربی
موناکو
- لیگ ۱: ۱۹۹۹–۲۰۰۰
- سوپر جام فوتبال فرانسه: ۲۰۰۰